# Yıldız Çağrı Atiksoy
Yıldız Çağrı Atiksoy (* 1. April 1986 in Istanbul) ist eine türkische Schauspielerin. Bekannt wurde sie durch die Serie Kuruluş Osman.

## Leben und Karriere
Atiksoy wurde am 1. April 1986 in Istanbul geboren. Sie studierte zwei Jahre Theater am Izmir Ege Art Centre und setzte ihre Ausbildung am Müjdat Gezen Art Centre fort. Sie begann ihre Karriere 2004 mit einer kleinen Rolle in der Fernsehserie Büyük Buluşma. Danach trat sie 2008 in Kayıp Prenses auf. 
Ihren Durchbruch hatte sie 2011 in der Serie Öyle Bir Geçer Zaman ki. Zwischen 2014 und 2015 spielte sie in Yedi Güzel Adam mit. 2017 wurde Atiksoy für die Serie Savaşçı gecastet. Unter anderem bekam sie 2019 eine Rolle in Şampiyon. Seit 2021 spielt sie in der Fernsehserie Kuruluş Osman die Hauptrolle.

## Filmografie
Filme
- 2008: Miras
- 2008: Gazi

Serien
- 2004: Büyük Buluşma
- 2005: Aşk Oyunu
- 2006: Emret Komutanım
- 2006: Yağmurdan Sonra
- 2006: Ah İstanbul
- 2007: Yersiz Yurtsuz
- 2008: Kayıp Prenses
- 2009: Bahar Dalları
- 2010–2013: Öyle Bir Geçer Zaman ki
- 2013: Görüş Günü Kadınları
- 2014–2015: Yedi Güzel Adam
- 2015–2016: Evli ve Öfkeli
- 2017–2018: Savaşçı
- 2019–2020: Şampiyon
- 2021–2023: Kuruluş Osman